# 胡为群
胡为群（1954年12月17日—），新疆知名国画家。毕业于新疆师范大学美术系。现任中国美术教育研究会会员、新疆美术家协会会员。
作品入选全国纪念延安文艺座谈会上讲话60周年展览新疆展区，第六届中国西部大地情中国画、油画作品展等。作品在新疆美展及教育系统美展中多次入选展出并获奖，同时多次在《新疆日报》、《新疆美术报》发表。作品《打井人》在《美术》《中国美术馆》杂志发表。美术教学论文获新疆美术教育论文评比一等奖。